# Comité de rugby de Martinique
Le Comité de rugby de Martinique est un organe fédéral dépendant de la Fédération française de rugby et chargé d'organiser les compétitions de rugby à XV et à sept en Martinique.

## Histoire
Comme le comité de Guadeloupe et de Guyane, le comité de Martinique s'affilie à la Fédération française de rugby en 1974.
Le comité est également un membre associé de Rugby Americas North, organisme qui gère le rugby en Amérique du Nord et dans les Antilles.

## Structures

### Identité visuelle

Logo du comité.

### Liste des présidents
- Raymon Theodos
- Hervé Azaloux
- François Bernard
- Jean-Louis Charpentier-Tity
- ? - 2016 : Franck Piault
- 2016 - ? : Serge Capély
- Sébastien Bottin
- Antoine Litadier, dit Bolo

### Élections au comité directeur
Le 7 octobre 2016, à Fort-de-France, les 15 candidats (dont 7 nouveaux) aux 15 places du comité directeur ont été élus. Deux candidats briguaient la présidence et Serge Capély a été élu avec 38 voix contre 10 à Raymond Petit-Frère. Sébastien Bottin lui succède en cours de mandat[réf. nécessaire].
Lors de l'assemblée générale élective du 5 décembre 2020, Sébastien Bottin est réélu président du comité. Il est élu à l'unanimité par le nouveau comité directeur puis son élection est approuvée par l'assemblée générale (32 voix pour, 9 contre, 1 nul).

### Organigramme
| Comité directeur | Administration                                                                                               |
| --- | --- |
| Président : Antoine Litadier Vice-président : Sébastien BOTTIN Secrétaire général : Catherine MARTHELY Trésorier : Philippe MARTINI Autres membres du comité directeur : Vincent Esor, Rémi Fauri Dra, Jérôme Lartet, Karine Mavinga, David Morillon, Hélène Pancaldi, Gaëtan Sanchez, Sophie Toulouse | Directeur technique des Outre-mer : Frédéric Pomarel Conseiller technique de ligue Caraïbes : Alexis Grosset |

## Les clubs du comité
| \| Stade Nord Karibéen CSM de Martinique Good Luck Gauloise de Trinité RC Diamant Martinique Rugby club Atlantique Sud Le François US Robert Trois Ilets Rugby club \| Clubs du comité de Martinique. |
| Stade Nord Karibéen CSM de Martinique Good Luck Gauloise de Trinité RC Diamant Martinique Rugby club Atlantique Sud Le François US Robert Trois Ilets Rugby club                                      |

## Palmarès
- Tournoi Antilles Guyane
  - M14 - 4
  - M16 -  6
  - M19 - 7
- Championnat Antilles à X
  - M16 - 2
  - M19 - 1
- Championnat Antilles à XV
  - M16 - 1
  - M19 - 2